# AEK Larnaca B.C.
AEK Larnaca B.C. es un club de baloncesto chipriota, con sede en la ciudad de Larnaca. Fue fundado en 1994. Compite en la Primera División de Baloncesto de Chipre, la primera competición de su país. Disputan sus partidos como local en el Kition Athletic Center, con capacidad para 3.000 espectadores. Ha sido campeón de la liga de su país en tres ocasiones, la última de ellas en 2015.

## Historia
El club se creó en 1994 tras la fusión de dos equipos de la ciudad, el EPA Larnaca y el Pezoporikos. Antes de la fusión, este último club había ganado la liga chipriota en cuatro ocasiones, en 1973, 1991, 1992 y 1994. Tras la unión, se haría con su primer título de liga en 2013, tras derrotar al APOEL B.C. en las finales por 3-1.

## Palmarés
- Liga de Chipre
  - Campeón (5): 2012–13, 2014–15, 2015–16, 2017–18, 2020–21

- Copa de Chipre:
  - Campeón (3): 2016-17, 2017–18, 2020-21

- Supercopa de Chipre:
  - Campeón (5): 2013, 2015, 2016, 2017, 2018

| Temporada | Div.   | Pos. |
| --------- | ------ | ---- |
| 1998–99   | Div. 1 | 8º   |
| 1999–00   | Div. 1 | 9º   |
| 2000–01   | Div. 1 | 5º   |
| 2001–02   | Div. 1 | 5º   |
| 2002–03   | Div 2  | 10º  |
| 2003–04   | Div 2  | 10º  |
| 2004–05   | Div 2  | 1º   |
| 2005–06   | Div. 1 | 8º   |
| 2007–08   | Div. 1 | 6º   |
| 2008–09   | Div. 1 | 6º   |
| 2009–10   | Div 1  | 7º   |
| 2010–11   | Div. 1 | 7º   |
| 2011–12   | Div. 1 | 4º   |
| 2012–13   | Div. 1 | 1º   |
| 2013–14   | Div. 1 | 2º   |
| 2014–15   | Div. 1 | 1º   |